# Bezanozano
Bezanozano sind eine Ethnie (genauer: Foko) in Madagaskar. Sie gelten als eine der ältesten Malagasy-sprachigen ethnischen Gruppen. Sie siedeln hauptsächlich im Inland zwischen der Region der Betsimisaraka im nördlichen Tiefland und dem Merina-Hochland. Sie werden mit den Vazimba, den Ureinwohnern von Madagaskar, in Verbindung gebracht und die zahlreichen Grabstätten der Vazimba im Territorium der Bezanozano sind Pilgerorte, Ritual- und Opferplätze, auch wenn die Bezanozano glauben, dass die Nachkommen dieser allerältesten Vorfahren in ihrer Bevölkerungsgruppe nicht identifiziert werden können. Der Name bedeutet: „Menschen mit vielen kleinen Zöpfen“. Dies bezieht sich auf die traditionelle Haartracht. Wie bei den Merina wird die famadihana-Wiederbeerdigungs-Zeremonie durchgeführt. 2013 gab es ca. 100.000 Bezanozano in Madagaskar.
Der Sklavenhandel und Handel mit europäischen Handelsschiffen an der Ostküste von Madagaskar im 18. Jahrhundert brachte den Bezanozano großen Wohlstand und führte zur Entwicklung der großen Handelsstädte wie Ambatondrazaka und Moramanga im Gebiet von Ankay. Im späten 18. Jahrhundert wurden die Bezanozano von König Andrianampoinimerina von Imerina zunächst in Vasallenschaft gezwungen und dann ab 1817 komplett unterworfen und kolonisiert von König Radama I., dem Sohn von Andrianampoinimerina. Unter der Herrschaft der Merina wurden die Bezanozano in unbezahlte Fronarbeit gezwungen. Sie mussten vor allem Waren zwischen der Hauptstadt Antananarivo und der Hafenstadt Toamasina transportieren, wodurch die Region um Ankay starken Bevölkerungsschwund erlitt und die Einheimischen verarmten. Der Name Bezanozano wurde zu einem Synonym für „Sklave“. Bemühungen, die wirtschaftliche Situation für die Bezanozano zu verbessern, begannen mit dem Protectorat français de Madagascar 1896 und nach der Unabhängigkeit 1960 entstand eine lokale Bewegung mit dem Ziel, die historische Klassen-Einteilung aufzulösen und dadurch den Gemeinden Entwicklungsmöglichkeiten zu geben. Heute ist Landwirtschaft der Haupterwerb der Bezanozano.

## Ethnische Identität

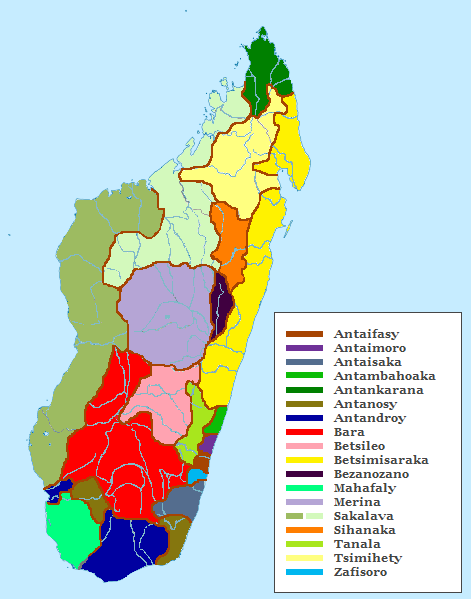
Verteilung der ethnischen Gruppen in Madagaskar.

Die Bezanozano hatten nur kurz ein organisiertes Staatswesen und daher ist auch keine besonders starke interne Identität ausgebildet. Zentrum der Bezanozano-Volksgemeinschaft im späten 18. Jahrhundert war die Stadt Ambatondrazaka.

## Geschichte

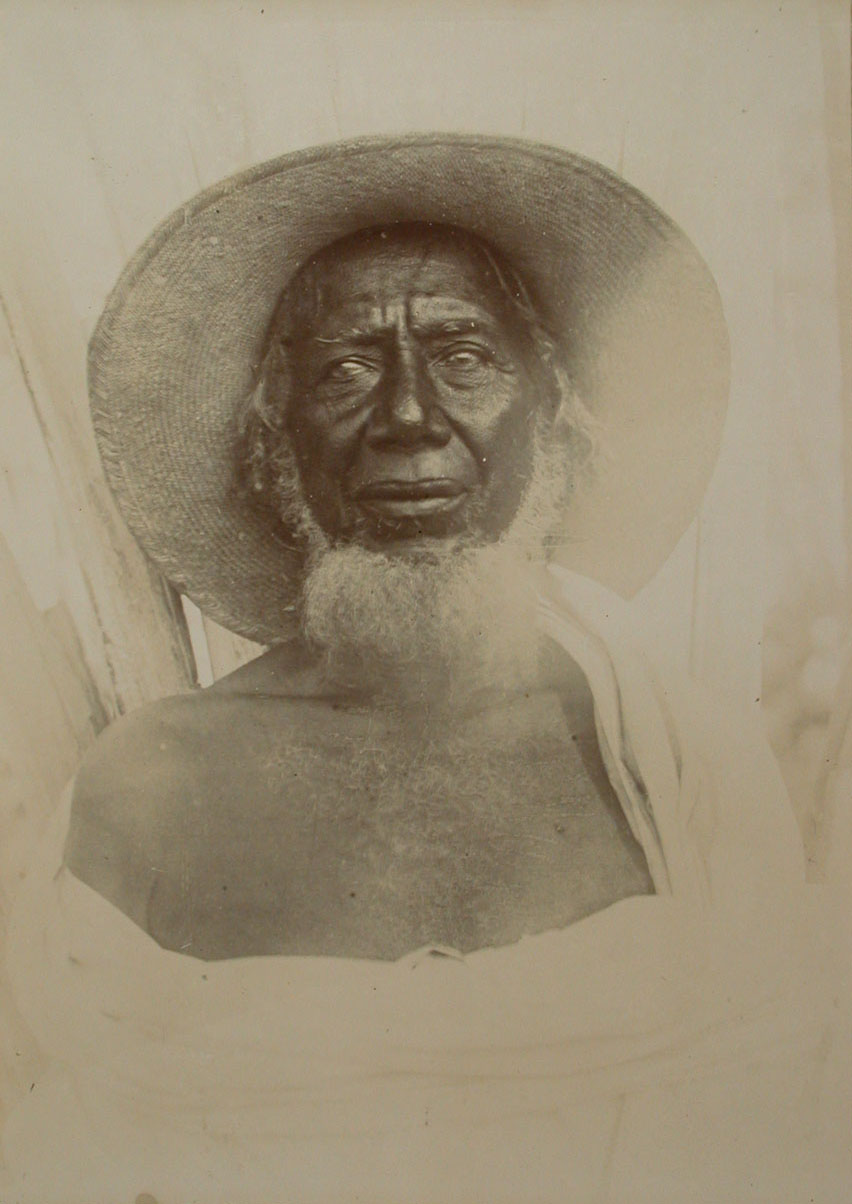
Historisches Foto

Die Bezanozano bewohnten das fruchtbare Waldland zwischen den Hochebenen der Imerina im Westen und den Tieflandregenwäldern im Osten. Ihr Stammesgebiet wurde Ankay genannt. Befestigte Dörfer wurden von lokalen Häuptlingen geführt. Der Zusammenhalt wurde durch die Verehrung von 11 Schutz-Sampy (Idolen) gegeben, welche nach der Tradition aus dem Gebiet der Sakalava stammten. Legenden besagen, dass die Bezanozano Nachkommen der Ureinwohner, der Vazimba, seien. Mündlich überlieferte Geschichte berichtet, dass die Bezanozano Recht sprachen durch gemeinsame Verhandlungen und Erzielung eines allgemeinen Konsens.
Die Gesellschaft der Bezanozano erreichte ihr goldenes Zeitalter im 18. Jahrhundert, als sie den Zwischenhandel zwischen den Merina und den europäischen und arabischen Sklavenhändlern und Händlern an der Ostküste organisierten. Manche Bezanozano verhandelten direkt mit französischen Händlern, wobei einige von diesen selbst gefangen und in die Sklaverei verkauft wurden. Durch diese Rolle als Zwischenhändler erwarben Bezanozano bedeutende Vermögen an Sklaven und Rindern. Ein Teil dieses Reichtums wurde durch Überfälle und Sklavenraub im benachbarten Königreich Imerina erworben, solange dort Bürgerkrieg herrschte. Die Stadt Moramanga wurde ein wichtiger Umschlagplatz für den Handel der Bezanozano. Die Sklaven-Population bei den Bezanozano war Mitte des 18. Jahrhunderts so stark angewachsen, dass 1768 eine Rebellion aufflammte; die Bezanozano schlugen diese jedoch mit Hilfe der Europäer nieder. Um ihre wirtschaftliche Position zu stärken, gingen die Bezanozano eine Allianz mit den mächtigen Betsimisaraka im Osten ein. So standen sie in regulären Beziehungen mit den Europäern und hatten die Möglichkeit, spanische Piaster und Sklaven im Austausch für die Kanonen der europäischen Händler zu zahlen. Die Dörfer die an das Gebiet der Bezanozano angrenzten wurden teilweise eingeladen beim Transport der Handelsgüter zu helfen, da oft die Transportmöglichkeiten der Bezanozano ausgeschöpft waren. Im späten 18. Jahrhundert erstreckte sich das angestammte Gebiet der Bezanozano über ein Territorium mit der doppelten Größe des heutigen „Homeland“. Das Gebiet erstreckte sich von Angavokely im Westen bis zu den Betsimisaraka-Cliffs im Osten und südwärts bis auf zwölf Kilometer hinter Beparasy. Der erste und einzige König der Bezanozano, Randrianjomoina, lebte zu dieser Zeit.

### Imerina-Herrschaft
Der Wohlstand der Region hatte schon mehrfach Eroberungsversuche von anderen Königreichen herausgefordert, aber bis zur Eroberung durch König Andrianampoinimerina aus dem benachbarten Königreich Madagaskar (Imerina, † 1810), der Randrianjomoina und den Bezanozano-Häuptlingen erlaubte ihre Positionen zu behalten, sie jedoch zu einem jährlichen Tribut zwang. Die Bezanozano widersetzten sich allerdings Andrianampoinimerina während seiner ganzen Amtszeit und verweigerten auch die Trauerzeremonien anlässlich seines Todes. Nach dem Tod des Königs rebellierten zahlreiche Bezanozano-Gemeinden gegen die Herrschaft der Imerina. Sein Sohn und Nachfolger, Radama I., übte Vergeltung, indem er eine der Hauptstädte der Bezanozano plünderte und ihre Einwohner abschlachtete. Radama und seine Armee von 30.000 Soldaten unterwarfen dann endgültig das Gebiet der Bezanozano, als sie 1817 auf dem Weg nach Toamasina waren, wo Radama seine Macht bei den Betsimisaraka weiter ausbaute. Danach setzte Radama verpflichtende fanampoana (Fronarbeit, beziehungsweise Arbeit zum Erlass von Steuern) durch und ließ auf diese Art große Mengen Reis, Rinder und Güter produzieren, die als jährlicher Tribut abgeführt wurden. Dazu errichtete er extra eine große Transportstraße von seiner Hauptstadt in Antananarivo, die durch das Bezanozano-Territorium zum Hafen in Toamasina verlief. Seine Nachfolgerin, Königin Ranavalona I., gründete eine Munitionsfabrik in Mantasoa und baute eine zweite Transportstraße nach Toamasina, wodurch der Südteil des Bezanozano-Territorium zwischen den beiden Handelsrouten eingeschlossen wurde. Die Population in der Umgebung wurde aufs äußerste zu unbezahlter Fronarbeit herangezogen, um die Straßen zu unterhalten und die Handelskarawanen zu begleiten. Die Bezanozano wurden so stark mit fanampoana und mit Trägerdiensten in Verbindung gebracht, dass manche die Bezanozano synonym als andevo (der historischen Sklavenklasse) bezeichnen. In der Folge entvölkerte sich das Ankay. In den 1830ern unterbrach eine Rebellion gegen diese erzwungene Arbeit den Handel zwischen der Hauptstadt und der Ostküste, bis sie von der Armee der Merina unterdrückt wurde. Die Natur-Ressourcen des Territoriums wurden systematisch ausgebeutet, auch Holz und Eisen; Eisenerz kam in dem Gebiet nämlich häufig vor, auch, weil die Population niemals das Schmiedehandwerk erlernt hatte. Die Merinakultur veränderte sich aber ebenfalls im 19. Jahrhundert, so wurde die Kultur von Erdnüssen und Bohnen eingeführt und es wurde die Bestattung in Steingrüften und der Bau von trano gasy-Häusern begonnen.

### Kolonialismus
Nach der Französischen Kolonisierung von Madagaskar 1896 wurden weitere Innovationen von Imerina eingeführt, zum Beispiel terrassierte Reisfelder, Ochsenkarren und die Herstellung von Metallwerkzeugen. Große Zahlen von Merina-Migranten siedelten sich in dieser Region in den 1920ern an, wo sie als Händler und Forstunternehmer arbeiteten. Nachdem Madagaskar seine Unabhängigkeit 1960 wiedererlangte, gab es eine starke soziale Bewegung unter den Bezanozano, um eine ethnische Identität wiederzuerlangen, in der Beschränkungen, die mit Klassen und historischen sozialen Rollen verbunden waren, zu Gunsten von größerer Freiheit, Möglichkeiten und Gleichheit aufgegeben wurden. Beamte der wichtigsten politischen Partei, der Social Democratic Party of Madagascar and the Comoros (PSD), bemühten sich, gleiche Beteiligung sowohl von andriana (Adligen) als auch ehemaligen Sklaven zu erreichen, während sie die Vertretung der Merina in dem Gebiet möglichst klein hielten. Nach den rotaka-Protesten 1972, in denen die Verwaltung von Philibert Tsiranana gestürzt wurde, entwickelte sich eine Regierung unter der Führung von Didier Ratsiraka und der Andry sy Rihana Enti-Manavotra an'i Madagasikara (Vereinigung für die Wiedergeburt Madagaskars, AREMA), die vorzugsweise mit den traditionellen Anführern der Gemeinschaft, typischen Bezanozano-Ältesten, arbeitete.

## Gesellschaft

### Wirtschaft und Landwirtschaft
Die Bezanozano bauen heute Reis in terrassierten, bewässerten Reisfeldern an, und im Unterschied zu den benachbarten Betsimisaraka scheuen sie davor zurück, die Urwälder abzuholzen, da dort vazimba-Gräber und andere Naturdenkmale zu finden sind, die von Geistern bewohnt sind und Heimat für die durch Fady (Tabus) geschützten Indri-Lemuren. Die Betsimisaraka betrachten unbebautes Land als unbeansprucht. Durch diesen Umgang mit Land entwickeln sich Spannungen zwischen den beiden Ethnien.
Eine besondere Ackerbautradition ist vary verina, der Anbau von Reis auf einer höhergelegenen Terrasse und Anbau von Bohnen und Mais auf einer niedriger gelegenen Terrasse. Der Einfluss der Merina-Kolonisierung in der Region Ankay ist immer noch eminent, der Hauptteil des Wohlstands und das wertvollste Land befinden sich noch immer in Händen von Merina-Familien.
Honig wird in den Wäldern gesammelt und auf Märkten oder am Straßenrand verkauft. Früher spielte Honig eine wichtige Rolle in Ritualen der Merina-Könige und die Bezanozano galten als die besten Honigsammler.
Indirekte Rede, Diskretion, Takt und Konfliktvermeidung sind wesentliche Kennzeichen von Umgang und Sprache bei den Bezanozano, ähnlich zu den Hochland-Merina, aber im starken Unterschied zu den Betsimisaraka der Ostküste.

### Familie
Geschlechterrollen in traditionellen Bezanozano-Familien sind klar definiert. Männer nehmen aktiv an öffentlichen Diskussionen teil und sind verantwortlich für Hausbau, Geld verdienen und Reisfeld-Anlagen. Frauen sind verantwortlich für Weben, Acker-Bebauung, Wasser holen, den Herd und die Zubereitung der Mahlzeiten. Auch wird von Frauen erwartet, dass sie beim Gehen hinter ihrem Mann zurückbleiben. Bezanozano-Männer, die als Träger arbeiteten, hatten den Aberglauben, dass sie verletzt würden, wenn eine Frau ihnen bei der Arbeit vor dem Gesicht vorbeiginge.

### Religion
Die meisten Bezanozano praktizieren Ahnenverehrung (razana), die im Ritual zum Teil als zanahary (Götter) bezeichnet werden. Es gibt männliche und weibliche zanahary, welche die ältesten und mächtigsten Vorfahren darstellen und die anonym angerufen werden mit dem Titel zanahary, um zu vermeiden, jemanden zu vergessen und damit einen der Ahnen zu verärgern. Die tompontany (Meister des Landes) sind Vazimba, die frühesten Bewohner; sie unterscheiden sich von den razana darin, dass es unmöglich ist, ihre Nachfahren auszumachen. Alle alten Gräber oder grabartigen Erdhügel gelten als Gräber der Vazimba und sind daher Pilgerorte und Plätze für Opfer und Rituale, um die Geister zu besänftigen oder ihr Wohlwollen zu sichern. Die Bezanozano glauben auch an Zauberei und Hexerei. Auch wenn protestantische Missionare und Kirchen seit dem späten 19. Jahrhundert in der Ankay-Region etabliert sind, gehören vor allem die angesiedelten Merina zu den Gemeinden; nur wenige Bezanozano sind konvertiert.

### Fady
In Ambatondrazaka und in bestimmten Bezanozano-Gemeinschaften ist das Essen von Schweinefleisch ein Fady. Die Indri gelten ebenfalls als Tabu. Sie dürfen nicht getötet oder gar gegessen werden, müssen befreit werden, wenn sie in Fallen gegangen sind und müssen mit denselben Riten wie ein Mensch beerdigt werden.

### Beerdigungsriten
Die Bezanozano beerdigen ihre Toten traditionell in Steingräbern. Wie die Merina praktizieren sie die famadihana-Wiederbestattugszeremonie. Beerdigungen werden durch große Trinkgelage mit Rum begangen.

### Tanz und Musik
Betatoato ist ein Tanz, der nur bei den Bezanozano getanzt wird.

## Sprache
Die Bezanozano sprechen einen Dialekt des Malagasy, die einen Zweig der Malayo-polynesischen Sprachen bildet. Sie ist verwandt mit dem Barito in Süd-Borneo.